# 猛鴞

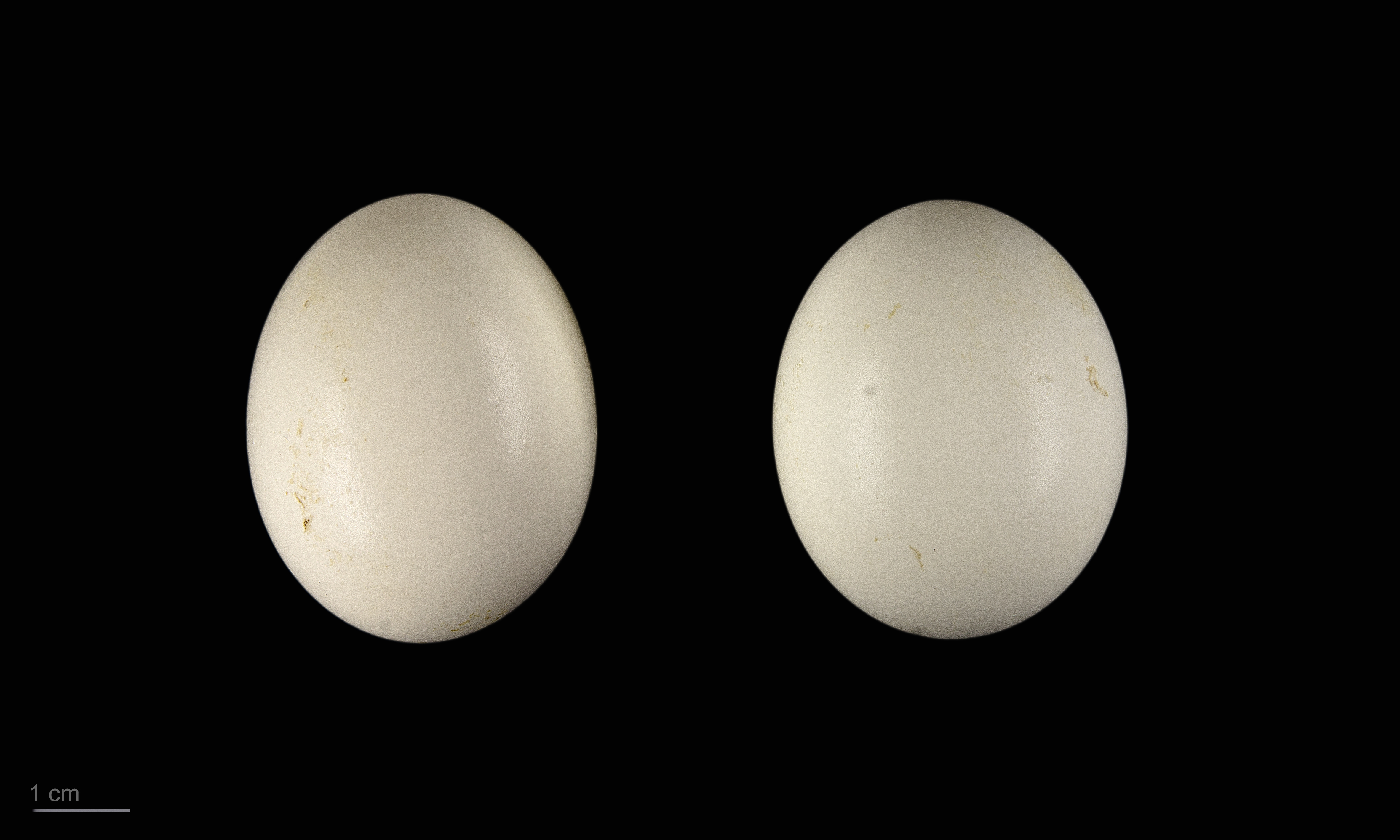
卵 Surnia ulula ulula

猛鴞（學名：Surnia ulula），又名北方鷹鴞或長尾鴞，是一種貓頭鷹。它們雖又稱「鷹鴞」，但並非屬於鷹鴞屬，而是猛鴞屬下的唯一物種。

## 特徵
猛鴞的體型中等大小，雙翼的形狀及長的尾巴像鷹，故又稱北方鷹鴞。它們長約35-43厘米，翼展69-82厘米。頭部很圓，眼睛黃色，上身呈深褐色，下身及尾巴有斑紋。

## 叫聲
猛鴞的叫聲像美洲隼。此叫聲會在交配或之後尋找伴侶時使用。

## 繁殖
猛鴞會在樹穴或其他大鳥所遺棄的鳥巢中生蛋，每次會生3-7隻蛋。它們也會在崖邊築巢。它們並不怕人，當幼鳥被騷擾時會作出攻擊。

## 棲息地
猛鴞棲息在北美洲及歐亞大陸的樹林，往往是在邊緣或開放的林地。它們並非候鳥，但有時會向南遷徙。

## 食性
猛鴞是部份夜間活動的，有時會獵食田鼠及鳥類。它們會往停留等待或在空中捕獵。它們的聽覺特強，可以穿過雪中捕捉獵物。

## 外部連結
- Internet Bird Collection （页面存档备份，存于）
- Cornell Lab of Ornithology （页面存档备份，存于）
- 猛鴞的图片